# Slaget vid Tabor
Slaget vid Tabor var ett fältslag vid berget Tabor i nuvarande norra Israel den 16 april 1799, där 2 000 fransmän i grunden besegrade en osmansk styrka på 35 000.
Osmanerna under paschan Abdullah av Damaskus var på väg för att försöka befria Acre från den franska belägringen – och på sikt hela Palestina och Egypten, som Napoleon Bonaparte hade intagit.
Bonaparte sände general Jean-Baptiste Kléber i förväg med 2 000 man för att genskjuta fienden. Vid foten av Tabor mötte de de 25 000 turkiska kavalleristerna och 10 000 infanterister. Fransmännen var instängda mot berget, och Kléber valde att gå till anfall. De kämpade frenetiskt, men när ammunitionen började ta slut var situationen kritisk.
Bonaparte hade på fyra mils håll hört stridslarmet och sett det enorma sandmoln som rördes upp. Han skyndade dit med en kolonn och kunde dold av molnet närma sig fienden bakifrån. De osmanska trupperna flydde och skingrades för vinden. Endast två fransmän stupade och 60 sårades.
När Bonaparte samma sommar återvände till Frankrike, lämnade han den duglige Kléber som överbefälhavare över Egyptenarmén. Denne mördades dock året därpå av en muslimsk fanatiker.